# Valentine (film)
Valentine je americko-australský hororový film z roku 2001. Film režíroval Jamie Blanks.

## Děj
Je Den svatého Valentýna. Na párty je chlapec, jehož spolužáci jej neustále ignorují, diskriminují a vybíjí si na něm jejich zlost. Po 13 letech dojde k několika vraždám. Kate Daviesová je se svými kamarádkami lehce vyslýchána detektivem, který má podezření na jejich přítele. Ale k nim zatím stopy nevedou. Onen chlapec, kterého všichni tenkrát tak nenáviděli, se nejspíš rozhodl zabíjet své bývalé spolužáky jako pomstu, a to v masce anděla. Poté se na Valentýna pořádá párty a hrozí nebezpečí jeho přítomnosti. Otázkou je, jestli je to vůbec onen chlapec, protože žádné stopy k němu nevedou a podezřelý je tedy každý, hlavně na samotné párty.